# コンスタンティノープル地震 (557年)
557年12月14日のコンスタンティノープル地震は、アガティアスやヨハネス・マラーラス、聖テオファネスらが記録した、東ローマ帝国の首都コンスタンティノープルとその周辺に壊滅的被害をもたらした地震である。大地震に先立って、4月と10月のものをはじめとして何度も前震が発生していた。12月の本震は並外れて激しいものとなり、コンスタンティノープルは壊滅的被害を被った。ハギア・ソフィア大聖堂は大きなダメージを受け、翌年にドームが崩落する原因となった。またコンスタンティノープルの城壁が崩れたところにフン族の襲来が重なり、東ローマ帝国は窮地に立たされた。

## 前兆
元来コンスタンティノープルは地震帯上にあり、ユスティニアヌス1世の時代(r. 527年–565年)には比較的頻繁に地震が起きていた。533年11月に地震が起きた際には、民衆がフォルム・コンスタンティニに避難する騒ぎとなったが、大きな被害は出なかった。他にも、小規模な地震が540–541年、545年、547年、551年、554–555年に起きていた。
557年には、比較的大きな地震が2回起きた。4月16日には町全体が大きく揺れたが、被害は出なかった。10月19日の地震も同様であった。

## 12月14日
12月14日、この都市三度目にして最大の地震が起きた。詩人・歴史家のアガティアスは、コンスタンティノープルが「ほとんど完全に灰燼に帰した」と述べている。彼によれば、この震度と継続時間において並ぶものが無いこの大地震は、ちょうど冬至直前のブルマリア祭の最中に発生した。またアガティアスは、この年の冬が一段と厳しいものであったことも記録している。
住民のほとんどが寝静まった深夜に、揺れが始まった。市民たちは建物の揺れに気づいて飛び起き、「悲鳴と嘆きの声が聞かれた」。激しく揺れる大地からは、雷鳴のような轟音が鳴り響いていた。また空は「どこからか沸き上がった煙霧のために薄暗くなり、鈍い光を放っていた」。
パニックになった民衆は家から逃れ、大通りや路地に集まった。しかし、この街はアガティアスが言うように「まったく障害物の無い広い空間」がほとんどなかったため、民衆は外に出ても安全と言えなかった。霙が屋外の避難者に降り注ぎ、凍えさせた。教会に逃れようと押し寄せた民衆も多かった。
アガティアスは、地震直後の街が無秩序に覆われたと述べている。まず女性が、貴賤に関わらず街中に大勢出てきているということ、そして男女が無秩序に混ざり合っていること自体が「異常事態」だった。ほとんどの人々は、周囲の人の地位を無視して自身の安全を優先した。奴隷たちも、その主人の命令に耳を貸さなくなるものがほとんどだった。
港に近いレギウム地区の被害が最も大きく、膨大な数の住居が失われた。多くの建造物が倒壊したり、深刻なダメージを受けたりした。アガティアスによれば、「多くの一般人」が犠牲になったのに対し、地位の高い人々の中ではあまり犠牲者が出なかった。
揺れは夜明けまでに収まった。人々は喜びのあまり、周囲の人や最愛の人と「接吻し、抱擁し、喜びと驚きのうちに泣きはらした」。

## その後
地震により、ハギア・ソフィアのドームが損傷し、翌558年5月に完全に崩壊した。またコンスタンティノープルの城壁も大きな被害を受け、559年に侵攻したフン族が倒壊部から市街に侵入するのを許してしまった。このため、再び多くの教会などの建造物が被害を受けた。
地震後、ユスティニアヌス1世は短いながら服喪期間を設けた。彼は40日間にわたり帝冠をかぶらなかった。また毎年の嘆願の聖体礼儀にあたり、この地震が記念されることになった。アガティアスによれば、地震後の人々に心境の変化が現れた。富める者は喜捨するようになり、疑い深いものは祈るようになり、悪人は徳に惹かれ、すべての人が贖罪の意識を持った。しかししばらくすると、彼らの意識は元に戻ってしまったという。